# Готфрид IV (Цигенхайн)
Готфрид IV фон Цигенхайн (на немски: Gottfried IV von Ziegenhain; * 1189; † 15 ноември 1250) от графската фамилия Цигенхайн е от 1229 г. до смъртта си граф на Цигенхайн и Нида. Той управлява заедно с по-малкия си брат Бертхолд I (* ок. 1207; † 1258).
Той е най-възрастният син на граф Лудвиг I фон Цигенхайн (ок. 1167 – сл. 17 януари 1229) и съпругата му Гертруд (ок. 1172 – сл. 1222), вдовица на граф Фридрих II фон Абенберг († 1201). Брат е и на Буркхарт, 1247 г. архиепископ на Залцбург († 1247).
Готфрид IV е ко-регент при баща му. След неговата смърт той управлява заедно с по-малкия си брат Бертхолд I († 1258), който резидира в Цигенхайн, а Готфрид в Нида. Двамата сключват през ноември 1233 г. договор за закрила с ландграф Конрад фон Тюринген, който им дава имотите на умрелия граф Фридрих фон Цигенхайн († 1229). Първо той е привърженик на Хоенщауфените. От 1241 г. той и брат му Буркхард са в групата на архиепископа на Майнц Зигфрид III фон Епщайн - противниците на император Фридрих II. Цигенхайните са между графовете, които избират през май 1246 г. Хайнрих Распе IV за анти-крал; брат му пропст Буркхард става негов канцлер.

## Фамилия
Готфрид IV се жени за Лукардис (Луитгард) фон Дюрн († сл. 1271), дъщеря на Конрад I фон Дюрн († 1258) и Мехтилд фон Лауфен († 1276/1277). Те имат децата:
- Лудвиг II (* 1257; † сл. 1289), граф на Цигенхайн и Нида, женен за София фон Марк († сл. 1283/1302), дъщеря на граф Енгелберт I фон Марк († 1277)
- Мехтилд († 1264/1287), омъжена 1246 за Хайнрих III фон Изенбург-Аренфелс
- София († сл. 1283)